# تلمبه محمود صدرزاده
تلمبه محمود صدرزاده یک منطقهٔ مسکونی در ایران است که در دهستان ملک‌آباد واقع شده‌است.